# كبورتشال (تشهار فريضة)
کبورتشال (بالفارسية: کپورچال) هي قرية تقع في إيران في البلدة المركزية. يقدر عدد سكانها بـ 1,838 نسمة .